# El Reino Zambo de Esmeraldas
El Reino Zambo de Esmeraldas es el nombre de una Gobernación dentro de la Real Audiencia de Quito que duró desde el año de 1602 cuando se aprueba la solicitud de reconocimiento de Illescas y se envía el retrato de Arobe y sus hijos hasta 1657, cuando fruto del avance de las autoridades coloniales, se rompe una alianza interna entre indígenas y negros, lo que resulta en el nombramiento de un cacique indígena llamado Antonio Pata como gobernador de facto. De facto el control sobre Esmeraldas empezaría en 1563 cuando desembarcaron los primeros negros en la Bahía de Atacames, por lo que la lucha por pacificar y anexar esta región dentro de la Real Audiencia de Quito se extendería por casi un siglo hasta 1657. 

## Historia

### Antecedentes

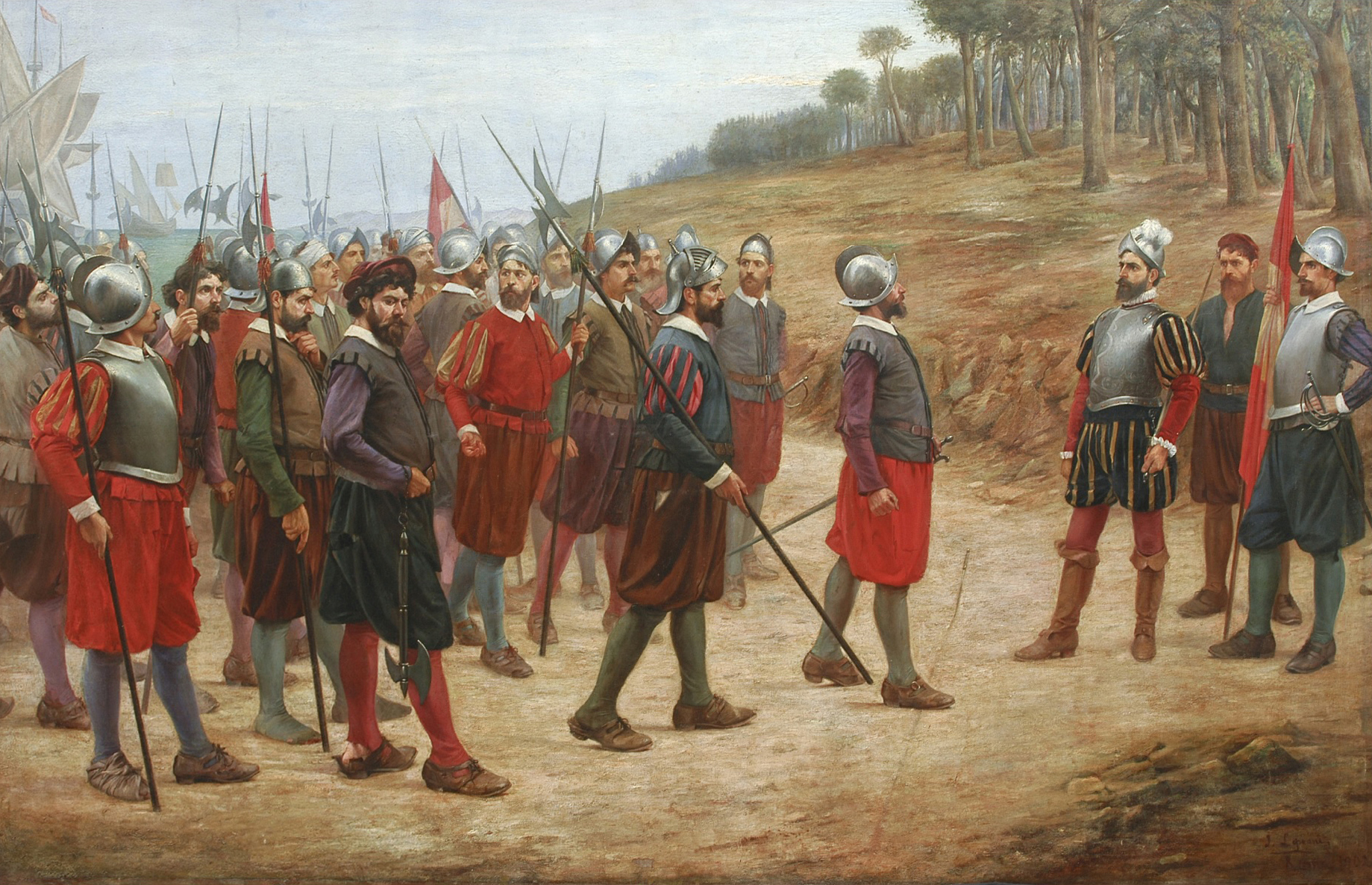
Los 13 de la Isla del Gallo, al norte de Esmeraldas

Antes de la llegada de los españoles, existían algunas culturas que vivían en Esmeraldas. Anteriormente este había sido el lugar donde se desarrollaría la cultura La Tolita, que dejó restos de cerámica, metalurgia y tolas que dan prueba de su desarrollo. Para el siglo XVI, un notable patrón hacia el establecimiento de asentamientos más pequeños se habían emplazado hacia el interior del norte de Esmeraldas. La costa aún contenía unos pocos asentamientos grandes, uno cerca de la cuenca del río Santiago y otro en Atacames, al sur del río Esmeraldas. 
Todos ellos se habían mantenido fuera de la conquista incaica. Sin embargo esto cambiaría después de la llegada de los conquistadores, como Nicolás de Ribera y Laredo, quienes entrarían en contacto con los indígenas de los poblados de Tenumpuela y Atacames en el año de 1526, mientras exploraban la costa que finalmente les condujo a Perú. En esta ocasión el conquistador Bartolomé Ruiz sería el primero en llegar a la Bahía de Tacames, por lo que encontró tres pueblos cuyos habitantes estaban engalanados con oro. El piloto continuó su viaje por la costa, y regresó con Pizarro, Almagro y sus hombres para posteriormente llegar en una bahía y toma posesión de la aldea nativa de Sagüe a orillas del Esmeraldas.

Capitulación de Toledo en 1529, la gobernación de Nueva Castilla se extendía entre la boca del río Santiago y el pueblo de Chincha.

Por la capitulación de Toledo de 1529, Pizarro recibió la autorización para la conquista y población de la provincia del Perú o Nueva Castilla, desde el pueblo de Tenumpuela o Santiago en la desembocadura del río homónimo hasta el pueblo de Chincha (costa del actual Perú); entre ambos puntos mediaba una distancia de 257 leguas, en vez de las 200 que se estimaban. Gran parte de esta área, que se extendía por la costa del entonces llamado mar del Sur, había sido ya descubierta y explorada por Pizarro y su socio, el capitán Diego de Almagro, en los cinco años anteriores a la firma de la capitulación. 
Sería aquí cuando fundarían San Mateo de las Esmeraldas, el 21 de septiembre de 1526. Esto sería en el primer viaje de Pizarro. Esto continuaría por dos ocasiones más en la campaña de conquista del incario.

### Los dos cacicazgos y la Real Audiencia

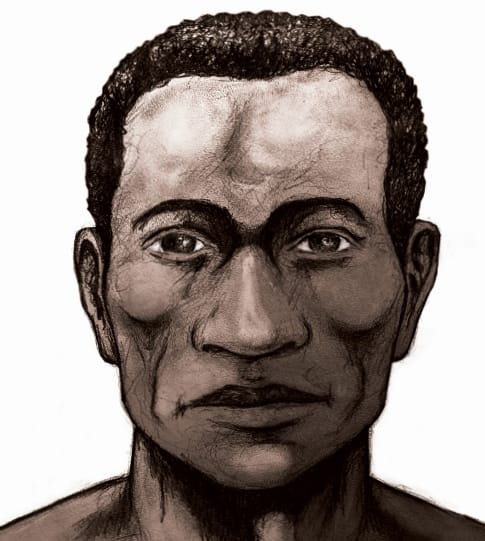
Alonso de Illescas

Los primeros esclavos que llegarían a la costa buscarían su libertad huyendo del barco que tenía como destino Lima. Por esta razón se tomarían la tripulación y encallarían en Atacames en octubre de 1553. Con esto empezaría la historia de lo que después se convertiría en el Reino Zambo de Esmeraldas. Estaban liderados por Alonso de Illescas que había vivido en Sevilla y hablaba castellano. Entrarían en poco tiempo en contacto con los indígenas Atacames y los Chachis, en ese tiempo conocidos como cayapas. Lograron imponerse sobre ellos gracias a las armas de fuego que contaban que habían traído sus amos de quien se habían liberados. Fueron nombrados como juyungos por los Cayapas que significa diablo, pero que después pasaría a formar parte de su identidad posteriormente. Después del sometimiento de los indígenas empezaría la pugna interna para el control de la región por lo que el liderazgo de Illescas sería confrontado por Francisco de Arobe. Lograrían consolidar su control dividiendo el territorio, de esta forma Arobe controlaría el norte de Esmeraldas mientras que Illescas el sur, lo que sería Cabo Pasado hasta cerca de la Bahía de Caraquez.Mientras tanto se fundaría la Real Audiencia de Quito en 1563, por lo que se buscaría una salida al mar que sea mucho más conveniente para la ciudad de Quito que se encontraba emplazada en la hoya de Guayllabamba, río que es afluente del Esmeraldas. Por esto nacería la necesidad de controlar esta parte de la costa. La empresa empezaría con el primer Presidente de la Real Audiencia, Hernando de Santillán, sin embargo esta sería la primera de sucesivos intentos de "Pacificación" de Esmeraldas que fracasarían. Según los historiadores, existieron en total más de 30 campañas militares que fallaron en crear un asentamiento permanten en Esmeraldas para el año de 1583.

### Carta solicitando el reconocimiento
Tres años más tarde, en 1586, la Real audiencia de Quito recibió una carta que provenía de Alonso de Illescas. Se cree que había sido escrita con la ayuda de un misionero español. En la misiva, el cimarrón Alonso de Illescas, quien se había convertido desde 1553 en jefe de una de las comunidades de negros libertos en Esmeraldas, pedía a la corte y a los jueces que cumplieran una promesa anterior que otorgaba a Illescas autoridad política sobre Esmeraldas. Esta región se había convertido en el lugar de asentamiento de los cimarrones, y querían mantener autonomía frente a la Real Audiencia de Quito, después de haber defendido el territorio contra sucesivas campañas militares, ahora buscaba la definición del territorio a través de una alianza que logre el reconocimiento de su poder. Como reciprocidad prometían entregar a algunos indígenas que habían sido considerados como "belicosos". En esta ocasión, los esclavos africanos estaban facultados para someter a los indígenas, y todo esto estaba legitimado como servicio a la corona.

### Retrato y misiva al Rey

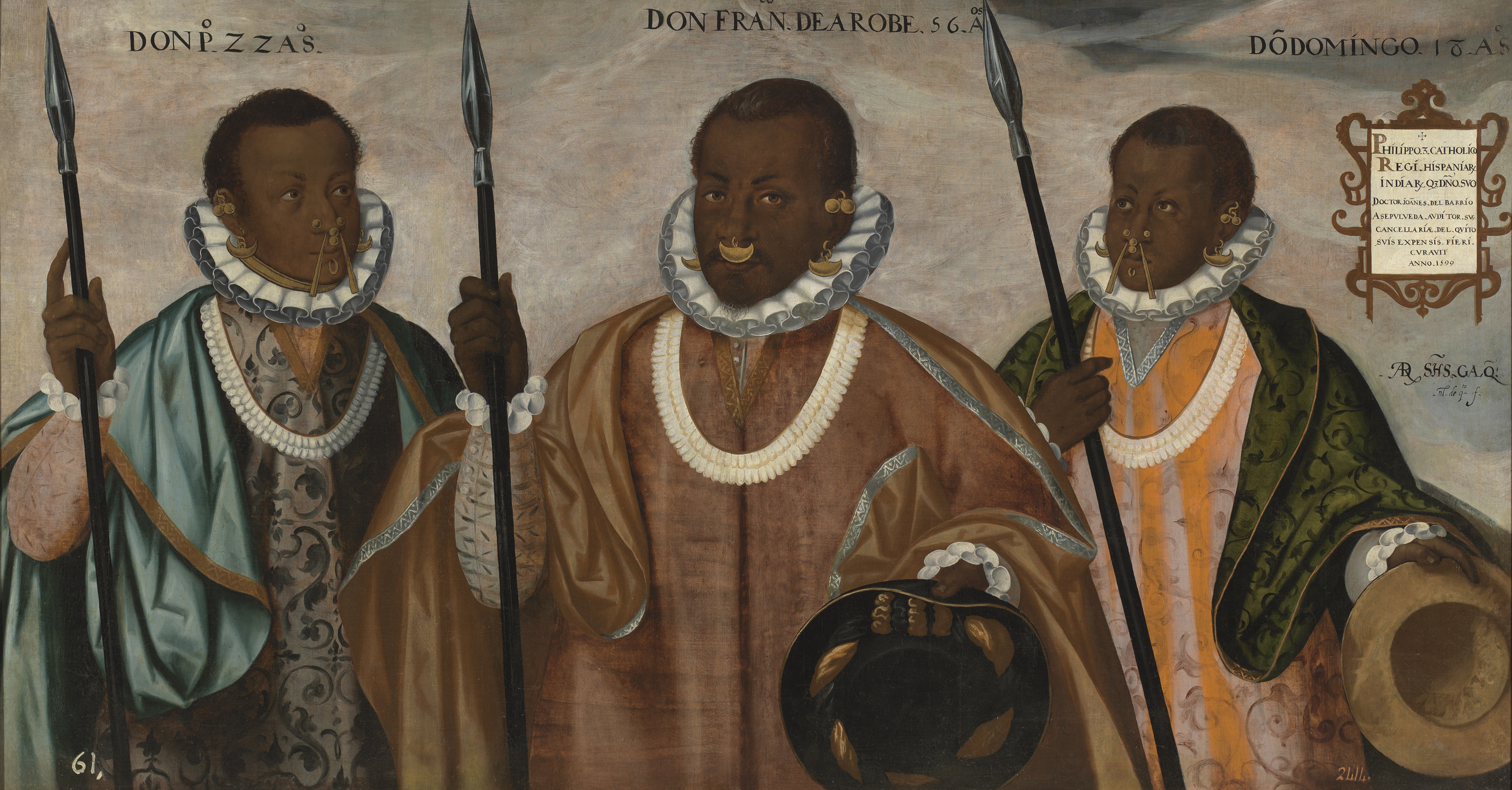
Los mulatos de Esmeraldas por Andrés Sánchez Gallque

Ante esto, sería el oidor Juan del Barrio Sepúlveda quien lograría llegar a un pacto con los mulatos y además encontraría un manera para financiar un cuadro con el pintor Andrés Sánchez Gallque que sirva de evidencia del contrato social. En este se retrataría al cacique Francisco de Arobe y se explicaría que se comprometería a aceptar la relación con los españoles y uno de los puntos más importantes, la conversión a la fe católica. De esta manera se bautizaría junto a su esposa, que era una indígena puesto que para mantener el control a su vez habían llegado a un acuerdo con los indígenas Atacames. Su esposa se sabe que se llamaba Juana, según el nombre aceptado en la partida bautismal. Además de esto aceptarían la construcción de una iglesia en 1587. El oidor sepúlveda sin embargo, tenía planes que iban más allá del acuerdo con los cimarrones puesto que buscaba fracturar el poder llegando a una alianza con los cayapas. De esta manera lograrían que el cacique cayapa, llamado Luis Gualapiango y que se ubicaba cerca de Lita (antes los Cayapas vivían cerca de Ibarra pero migrarían en la conquista) que sea nombrado gobernador pero de los indígenas que se encontraban en Lita. Años más tarde, en 1598, el misionero Gaspar de Torres junto a indios cayapas llegarían a Quito para certificar su lealtad. Un año más tarde, en 1599 llegaría Francisco de Arobe, y dos de sus hijos, Pedro y Domingo, caciques principales en las tierras de la Bahía de San Mateo.

### Reconocimiento y control
La razón por la cual Arobe y no Illescas sería quien iría a Quito y además terminaría siendo retratado es aún sujeto de investigación histórica que debido a la falta de documentación de lo que sucedió en Esmeraldas durante este periodo de tiempo hace que sea difícil definir. Sin embargo se cree que los Arobe tomarían el control sobre el territorio, ganando poder sobre Illescas por lo que se convertirían en los representantes de Esmeraldas. Los periodos de negociación fueron extensos y se dividen en cuatro fases desde los años:
1. 1583-1586: en estos años se intentó pacificar militarmente a los cimarrones sin éxito: catorce murieron de fiebre, más de veinte se amotinaron, y el líder de la campaña López de Zúñiga regresó sin haber logrado asentarse en Esmeraldas.[4]
2. 1599-1602: para estos años, los cimarrones ya tenían una alianza con los indígenas Cayapas lo que les permitió adentrarse en el Río Esmeraldas haciendo que sea difícil localizarlos. Además el mestizaje ya había empezado por lo que los conquistadores encontraron a zambos que formaban parte de la cultura.[4]
3. 1604-1605: Se llevaron a cabo incursiones hasta 1605 cuando los mulatos capturaron a muchos indígenas en actos violentos y lograron someterlos con el fin de mantener el control sobre el territorio y evitar colaboración entre los Cayapas y las autoridades reales. En 1606 el presidente de la Real Audiencia de Quito, Miguel de Ibarra funda una ciudad con su nombre en el norte con el objetivo de poder llegar más fácilmente a San Lorenzo y controlar el norte de Esmeraldas. En 1607 se comunicaría la muerte de Illescas, lo que cambiaría la situación.[4]
4. 1615-1617: La empresa fue encargada a Fray Velasco quien consiguió trasladar varias comunidades de cimarrones de Illescas a la Bahía de Caraquez, más al sur y cerca de los asentamientos de Portoviejo donde estarían bajo control Esto fue el inicio de una transición completa para los cimarrones, ya que se convertían en trabajadores además de proveedores de mano de obra. De esta manera evitarían ser tomados por esclavos nuevamente y mantendrían el control sobre el territorio.[4]

### Colaboración y fin del Reino Zambo
Desde entonces empezaría un proceso de colaboración cada vez más estrecha, como parte de los términos de reciprocidad que determinaban la existencia del Reino Zambo. Esto fue aprovechado para los proyectos de construcción de un camino que comunique Esmeraldas con Quito o Ibarra. La autonomía sin embargo se mantendría y a pesar de la fundación de la iglesia, no se habían creado colegios por lo que el analfabetismo y la falta de crónicas de estos años hace que exista poco registro de los hechos sucedidos entre los caciques de Esmeraldas. Se sabe que en el año de 1640 llegaría una segunda oleada de esclavos negros. Esta vez huían de las minas de Barbacoas, en lugar de tomarse el barco, pues se conocía de este Reino que gozaba de autonomía. Años más tarde en 1657 Juan Vicencio Justiniani empezaría la construcción de un camino desde Ibarra hasta la desembocadura del Río Mira. Para esto se pidió la colaboración del entonces gobernador negro Gaspar Méndez quien a su vez enviaría cincuenta trabajadores de Esmeraldas. Las condiciones del trabajo serían muy malas y las quejas no se harían esperar. Se denunció la falta de pago de jornales, alimentos y malos tratos. Esto a su vez causó un fraccionamiento interno dentro del Reino ante la inminente llegada del control de la Audiencia. Como consecuencia de esto buscarían poblar la bahía de Tumaco en el norte, lo que despoblaría la zona del sur que tradicionalmente estaba controlada por los Illescas. Esto demandaría una nueva alianza y en esta ocasión sería un indígena quien sería nombrado gobernador: Antonio Pata. Con esto se acabaría el liderazgo de los negros en Esmeraldas.

## Consecuencias
El control sobre Esmeraldas continuaría siendo escueto y el fracaso de las autoridades quiteñas para poder garantizar la comunicación y el poder sobre el principal río que comunica el valle donde la ciudad de Quito esta emplazada sería una preocupación continua durante la colonia. Esto continuaría durante el siglo XVIII cuando Pedro Vicente Maldonado lograría construir un camino a Esmeraldas, lo que facilitaría el transporte y acceso, sin embargo debido a su repentina muerte, esto no se lograría consolidar. Los esfuerzos consiguientes del Barón de Carondelet asimismo se verían truncados por las guerras de independencia y sería precisamente Esmeraldas el primer territorio en lograr la separación definitiva de la corona de España un 5 de agosto de 1820. 